# 열극

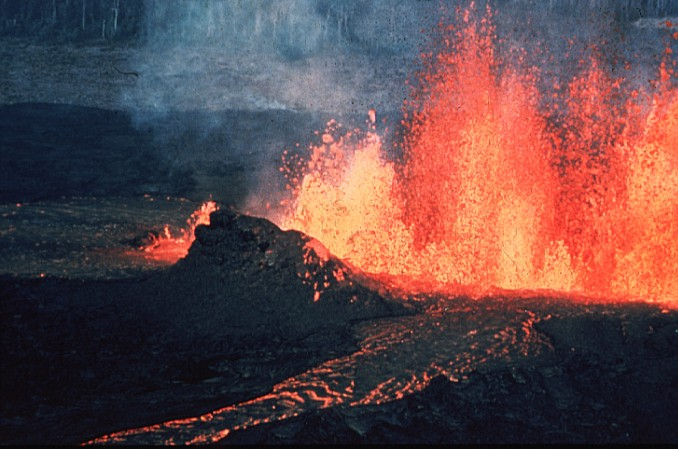

열극(fissure vent)은 폭발식 분화 없이 지면의 균열을 통해 용암만 흘러나오는 화산지형이다. 아이슬란드나 하와이에 많다. 대표적인 예로 아이슬란드의 라키 산, 하와이의 킬라우에아 산, 강원도 평강군 오리산, 갈라파고스 제도의 여러 화산들이 있다.